# 4-Stunden-Rennen von Dubai 2023, 2. Rennen

Der siegreiche Inter-Europol-Oreca 07, hier beim 24-Stunden-Rennen von Le Mans 2022

Das zweite 4-Stunden-Rennen von Dubai 2023, auch Asian Le Mans Series, 4 hours of Dubai, fand am 12. Februar auf dem Dubai Autodrome statt und war der zweite Wertungslauf der Asian Le Mans Series dieses Jahres.

## Das Rennen
Die Asian Le Mans Series 2023 fand an zwei Rennwochenenden statt, an denen jeweils zwei 4-Stunden-Rennen ausgetragen wurden. Das erste Doppelrennen fuhren die 46 gemeldeten Rennteams in Dubai, das James Allen, John Falb und Kyffin Simpson im Oreca 07 von Algarve Pro Racing gewannen.
Einen Tag danach siegten Nolan Siegel, Christian Bogle und C. R. Crews (ebenfalls im Oreca 07), vor den erneut zweitplatzierten Typenkollegen Charlie Eastwood, Ayhancan Güven und Salih Yoluç.

## Ergebnisse

### Schlussklassement
| 1           | LMP2 | 43 | Inter Europol Competition    | Nolan Siegel Christian Bogle Charles Crews               | Oreca 07                     | 115 |
| 2           | LMP2 | 3  | DKR Engineering              | Charlie Eastwood Ayhancan Güven Salih Yoluç              | Oreca 07                     | 115 |
| 3           | LMP2 | 24 | Nielsen Racing               | Mathias Beche Ben Hanley Rodrigo Sales                   | Oreca 07                     | 115 |
| 4           | LMP2 | 25 | Algarve Pro Racing           | James Allen John Falb Kyffin Simpson                     | Oreca 07                     | 115 |
| 5           | LMP2 | 37 | Cool Racing                  | Alexandre Coigny Malthe Jakobsen Nicolas Lapierre        | Oreca 07                     | 115 |
| 6           | LMP2 | 98 | 99 Racing                    | Gonçalo Gomes Neel Jani ---- Nikita Masepin              | Oreca 07                     | 118 |
| 7           | LMP2 | 22 | United Autosports            | Paul di Resta Philip Hanson James McGuire                | Oreca 07                     | 114 |
| 8           | LMP2 | 23 | United Autosports            | Oliver Jarvis Garnet Patterson Yasser Shahin             | Oreca 07                     | 114 |
| 9           | LMP2 | 44 | Autoracing Club Bratislava   | Miroslav Konôpka Nico Pino László Tóth                   | Oreca 07                     | 113 |
| 10          | LMP3 | 5  | DKR Engineering              | Tom Van Rompuy Valentino Catalano                        | Duqueine M30 - D08           | 112 |
| 11          | LMP3 | 8  | Graff Racing                 | Fabrice Rossello Xavier Lloveras François Hériau         | Ligier JS P320               | 112 |
| 12          | LMP3 | 29 | MV2S Racing                  | Jérôme de Sadeleer ---- Viacheslav Gutak Fabien Lavergne | Ligier JS P320               | 112 |
| 13          | LMP3 | 11 | WTM by Rinaldi Racing        | Torsten Kratz Leonard Weiss Nicolás Varrone              | Duqueine M30 - D08           | 111 |
| 14          | LMP3 | 2  | CD Sport                     | ---- Vladislav Lomko James Sweetnam Fabien Michal        | Ligier JS P320               | 111 |
| 15          | LMP3 | 4  | Nielsen Racing               | Anthony Wells Matthew Bell                               | Ligier JS P320               | 111 |
| 16          | LMP3 | 73 | Inter Europol Competition    | John Corbett Alexander Bukhantsov James Winslow          | Ligier JS P320               | 111 |
| 17          | LMP3 | 9  | Graff Racing                 | Éric Trouillet Sébastien Page Belén García               | Ligier JS P320               | 111 |
| 18          | LMP3 | 1  | CD Sport                     | Michael Jensen Nick Adcock Valdemar Eriksen              | Ligier JS P320               | 111 |
| 19          | GT   | 34 | Walkenhorst Motorsport       | Chandler Hull Nicky Catsburg Thomas Merrill              | BMW M4 GT3                   | 110 |
| 20          | LMP3 | 15 | RLR MSport                   | Amir Feyzulin Bijoy Garg Andres Latorre Canon            | Ligier JS P320               | 110 |
| 21          | GT   | 10 | GetSpeed                     | Raffaele Marciello Fabian Schiller Florian Scholze       | Mercedes-AMG GT3 Evo         | 109 |
| 22          | GT   | 21 | AF Corse                     | Stefano Costantini Simon Mann Miguel Molina              | Ferrari 488 GT3 Evo 2020     | 109 |
| 23          | GT   | 88 | Garage 59                    | Alexander West Benjamin Goethe Tom Gamble                | McLaren 720S GT3             | 109 |
| 24          | GT   | 59 | Garage 59                    | Nick Halstead Louis Prette Rob Bell                      | McLaren 720S GT3             | 109 |
| 25          | GT   | 77 | D'Station Racing             | Satoshi Hoshino Tomonobu Fujii Charlie Fagg              | Aston Martin Vantage AMR GT3 | 109 |
| 26          | GT   | 7  | Haupt Racing Team            | Al Faisal Al Zubair Luca Stolz Martin Konrad             | Mercedes-AMG GT3 Evo         | 109 |
| 27          | GT   | 99 | Herberth Motorsport          | Ralf Bohn Axcil Jefferies Robert Renauer                 | Porsche 911 GT3 R            | 108 |
| 28          | GT   | 72 | HubAuto Racing               | Liam Talbot Jules Gounon Ollie Millroy                   | Mercedes-AMG GT3 Evo         | 108 |
| 29          | LMP3 | 63 | Inter Europol Competition    | Adam Ali John Schauerman James Dayson                    | Ligier JS P320               | 108 |
| 30          | GT   | 91 | Herberth Motorsport          | Alex Malykhin Joel Sturm Harry King                      | Porsche 911 GT3 R            | 108 |
| 31          | GT   | 33 | Herberth Motorsport          | Antares Au Alfred Renauer Klaus Bachler                  | Porsche 911 GT3 R            | 108 |
| 32          | GT   | 19 | Leipert Motorsport           | Gabriel Rindone Brendon Leitch Marco Mapelli             | Lamborghini Huracán GT3 Evo  | 108 |
| 33          | GT   | 74 | Kessel Racing                | Michael Broniszewski David Fumanelli Ben Barker          | Ferrari 488 GT3 Evo 2020     | 108 |
| 34          | GT   | 95 | TF Sport                     | John Hartshorne Henrique Chaves Jonny Adam               | Aston Martin Vantage AMR GT3 | 107 |
| 35          | GT   | 6  | Haupt Racing Team            | Arjun Maini Frank Bird Michael Blanchemain               | Mercedes-AMG GT3 Evo         | 107 |
| 36          | GT   | 20 | Herberth Motorsport          | Nicolas Leutwiler Mikkel Pedersen Matteo Cairoli         | Porsche 911 GT3 R            | 107 |
| 37          | GT   | 66 | Bullitt Racing               | Valentin Hasse-Clot Jacob Riegel Martin Berry            | Aston Martin Vantage AMR GT3 | 107 |
| 38          | GT   | 67 | Orange Racing Powered by JMH | Simon Orange Michael O’Brien Marcus Clutton              | McLaren 720S GT3             | 106 |
| 39          | GT   | 16 | GetSpeed                     | Bihuang Zhou Zhongwei Wang Alexandre Imperatori          | Mercedes-AMG GT3 Evo         | 105 |
| Ausgefallen |      |    |                              |                                                          |                              |     |
| 40          | LMP3 | 53 | Inter Europol Competition    | Kai Askey Wyatt Brichacek Miguel Cristóvão               | Ligier JS P320               | 84  |
| 41          | GT   | 60 | Formula Racing               | Johnny Laursen Conrad Laursen Nicklas Nielsen            | Ferrari 488 GT3 Evo 2020     | 80  |
| 42          | LMP3 | 18 | 360 Racing                   | Frédéric Jousset Sebastián Álvarez Ross Kaiser           | Ligier JS P320               | 74  |
| 43          | GT   | 65 | Viper Niza Racing            | Douglas Khoo Dominic Ang                                 | Aston Martin Vantage AMR GT3 | 66  |
| 44          | GT   | 57 | CarGuy                       | Takeshi Kimura Frederik Schandorff Mikkel Jensen         | Ferrari 488 GT3 Evo 2020     | 57  |
| 45          | LMP3 | 55 | Rinaldi Racing               | Lorcan Hanafin Matthias Lüthen Jonas Ried                | Duqueine M30 - D08           | 54  |
| 46          | LMP3 | 17 | Cool Racing                  | Cedric Oltramare Adrien Chila Marcos Siebert             | Ligier JS P320               | 36  |

### Nur in der Meldeliste
Zu diesem Rennen sind keine weiteren Meldungen bekannt.

### Klassensieger
| Klasse | Fahrer         | Fahrer             | Fahrer         | Fahrzeug           | Platzierung im Gesamtklassement |
| ------ | -------------- | ------------------ | -------------- | ------------------ | ------------------------------- |
| LMP2   | Nolan Siegel   | Christian Bogle    | C. R. Crew     | Oreca 07           | Gesamtsieg                      |
| LMP3   | Tom van Rompuy | Valentino Catalano |                | Duqueine M30 - D08 | Rang 10                         |
| GT     | Chandler Hull  | Nicky Catsburg     | Thomas Merrill | BMW M4 GT3         | Rang 19                         |

### Renndaten
- Gemeldet: 46
- Gestartet: 46
- Gewertet: 39
- Rennklassen: 3
- Zuschauer: unbekannt
- Wetter am Renntag: warm und trocken
- Streckenlänge: 5,377 km
- Fahrzeit des Siegerteams: 4:03:13,787 Stunden
- Gesamtrunden des Siegerteams: 115
- Gesamtdistanz des Siegerteams: 618,355 km
- Siegerschnitt: unbekannt
- Pole Position: C. R. Crews – Oreca 07 (#43) – 1:49,329
- Schnellste Rennrunde: Malthe Jakobsen – Oreca 07 (#37) – 1:47,950
- Rennserie: 2. Lauf zur Asian Le Mans Series 2023